# Попелково
Попелково — деревня в Клинском районе Московской области, в составе Зубовского сельского поселения. Население — 27 чел. (2010). До 2006 года Попелково входило в состав Зубовского сельского округа.
Деревня расположена в восточной части района, примерно в 13 км к востоку от райцентра Клин, по левому берегу реки Лутосня (правый приток Сестры), высота центра над уровнем моря 194 м. Ближайшие населённые пункты — Ананьино и Григорьевское. В деревне заканчивается региональная автодорога 46К-0160 Солнечногорск — Попелково.

## Население
| 2002 | 2006 | 2010 |
| ---- | ---- | ---- |
| 23   | ↘18  | ↗27  |